# جغرافيا الصحة
جغرافيا الصحة هي التطبيق الخاص بالمعلومات الجغرافية ووجهات النظر والطرق المستخدمة في دراسة الصحة والمرض والرعاية الصحية.

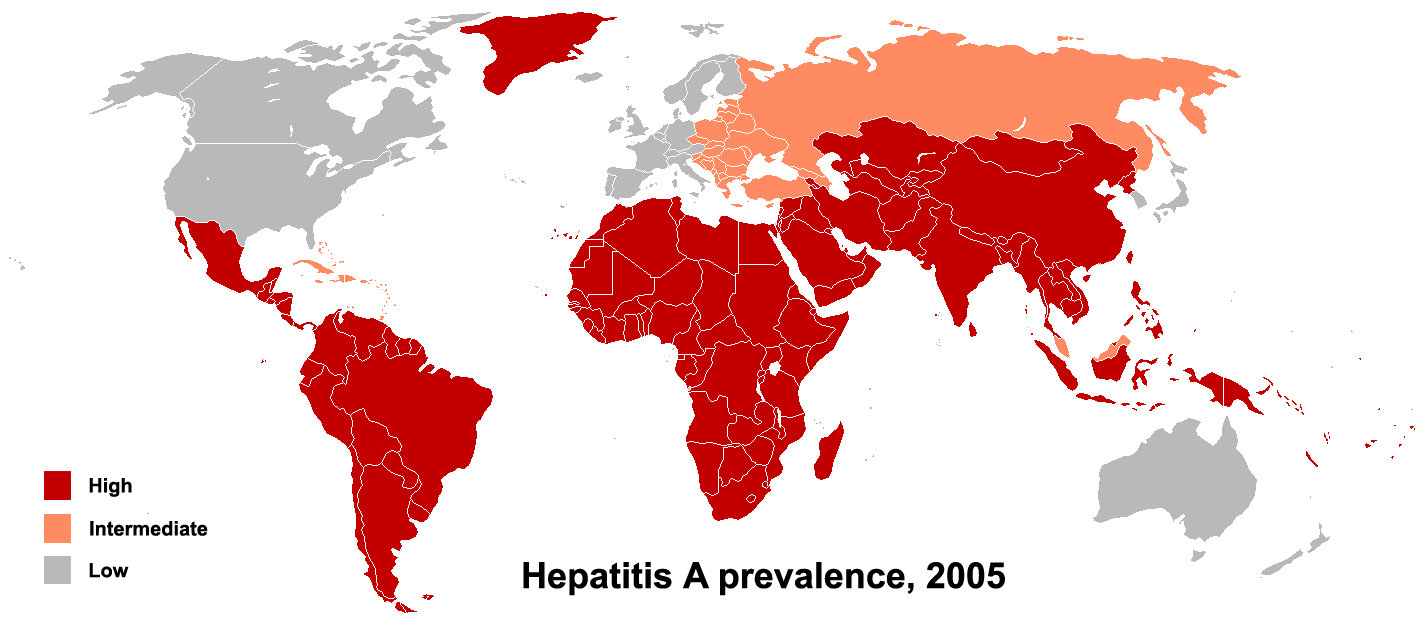
التهاب الكبد-أ الانتشار في أنحاء العالم،2005.

## نظرة عامة
تتبنى جغرافية الصحة النموذج البيئي والاجتماعي بدلا من النموذج الحيوي والطبي بحيث تعتمد جغرافية الصحة منهاجا أكثر شمولية يؤكد على علاج الجسد كاملا وليس عناصر النظام فقط.
في إطار هذا النموذج، يتم تشخيص الأمراض الجديدة (مثال: اعتلال الصحة النفسية) وضم الأنواع الأخرى من العلاج (مثال: العلاجات المكملة أو العلاجات البديلة) إلى الأدوية التقليدية.
تعني هذه الطريقة المنهجية البديلة أن الجغرافيا الطبية قد تم توسيعها لتشمل فلسفات مثل الهيكلية والبنيوية والتآثرية ونظريات المساواة بين الجنسين وغيرها، وهكذا ولد علم جغرافية الصحة.

## تعريف الجغرافيا الطبية
في العام 1949م كون الاتحاد الدولي للجغرافيين لجنة لدراسة مضمون ومحتوي الجغرافيا الطبية. وتم تقديم أول تقرير لهذه اللجنة عام 1952 تضمن تعريفا للجغرافيا الطبية بانها "دراسة العوامل الجغرافية وتأثيرها في الصحة والمرض. وقبل نشر هذا التقرير قدمMay بحثا بعنوان Medical geography It Methods and Objectives وعرف فيه الجغرافيا الطبية بانها دراسة للعلاقة بين العوامل الباثلوجية والعوامل الجغرافية. (Chadwick& Mann1950) وفي عام 1963 قدمHunter تعريفا للجغرافية الطبية بانها تطبيق للمفاهيم والاساليب الجغرافية لدراسة الصحة والمشكلات المرتبطة بها. (الجوهري، 1999م)

## مفهوم الجغرافيا الطبية
الجغرافيا هي دراسة للعلاقة بين الإنسان وبيئته المحيطة به، وتظهر هذه العلاقة، في أجل صورها، في أمراض الإنسان ومشكلاته الصحية، وتظهر الجغرافيا الطبية كفرع أساسي من فروعها، وهي تختص بدراسة التوزيع الجغرافي للأمراض، وإبراز العلاقة بينها وبين عناصر البيئة الطبيعية والبشرية، وتقويم آثارها السلبية في حياة الإنسان، وفي أحواله المعيشية والاقتصادية، وفي قدراته المختلفة، والبحث عن أساليب مكافحتها والوقاية منها، ومدى توفر الخدمات الطبية والصحية اللازمة لعلاجها، ولرفع المستوى الصحي العام للمجتمعات البشرية.
وتُعرف الجغرافيا الطبية بأنها دراسة العلاقة بين الجغرافيا وصحة الإنسان، أو أنها الدراسة، التي تهتم بالبحث عن التفسيرات الجغرافية لظهور الأمراض. أو كما عرفها البعض، بأنها دراسة أنماط التوزيع الجغرافي للأمراض البشرية بهدف تفسيرها. (الرديسي،2001م) يتضح أن الجغرافيا الطبية تُمثل حلقة الوصل بين العلوم الاجتماعية من جهة والعلوم الطبية الحيوية من جهة أخرى، بحيث يخدم كل منهما الآخر، دون أن يخرج أي منهما عن حدود تخصصه. وقيل فيها أيضا انها تطبيق للمناهج والاساليب الجغرافية في دراسة الصحة والمرض ونظم الرعاية الصحية.

## تاريخ جغرافية الصحة
أجريت عينة بحث كلاسيكية في مجال جغرافية الصحة عندما اجتاحت الكوليرا لندن عام 1854 فازداد عدد الموتى على مدار الساعة وخاف الناس من أن تنتقل إليهم العدوى من الأبخرة التي تتصاعد من الأرض. ولذا فكر الدكتور جون سنو بأنه إذا ما أمكن تحديد مصدر المرض فمن الممكن احتواؤه عندها. قام الدكتور برسم خريطة تظهر منازل المتوفين جراء الكوليرا ومواقع مضخات الماء ووجد بأن مضخة واحدة وهي المضخة العامة في شارع برود ستريت كانت مركزا لمعظم الضحايا فتوقع بأن يكون الماء القادم من المضخة هو مصدر العدوى. أصدر الدكتور أوامره للسلطات بإزالة ذراع المضخة مما جعلها غير ذات فائدة وقد أدى هذا إلى خفض عدد الإصابات الجديدة بالكوليرا بعد ذلك.

## تطور الجغرافيا الطبية
العلاقة بين البيئة والصحة ترجع إلي هيبقراط (460-375ق.م) الذي ربط بين الوسط الذي يشغله الكائن الحي وصحته، أتي بعده العالم العربي ابن خلدون وهو رائد نظرية تأثير البيئة في الفرد والمجتمع، وقد وضع الأسس لعلوم الجغرافيا البشرية، فكان بذلك رائد أبحاث العلوم الاجتماعية في شكلها الحديث، وكانت محاولاته في فهم أثر البيئة الطبيعية من سطح ومناخ ونبات في الحياة البشرية، الأساس الذي تطورت عليه الجغرافيا البشرية وعلوم الاجتماع في اوروبا حتى منتصف القرن التاسع عشر، حيث سادت نظرية المياسما أو الهواء السيء، والتي ارجعت انتشار الأمراض كالكوليرا والطاعون الي الهواء السيء، الذي يخرج من المواد العضوية المتحللةـ كذلك تحدث الكثير من علماء وفلاسفة العرب كالجاحظ في كتابه الحيوان عن تأثير البيئة في المجتمعات، وتطرق للموضوع ذاته الجغرافيون العرب أمثال المسعودي والمقدسي والبيروني وابن سينا وغيرهم.(Philo، Chris 2009) ويعد ليونارد لودفيغ فينك (1747-1837) أول من استخدم مصطلح الجغرافيا الطبية، وقد بدا اهتمامه بالجغرافيا الطبية بعد بدئه للعمل كضابط صحي يقوم بالأشراف في عدة مقاطعات، حيث كانت من مهامه فحص منابع المياه ومحلات السقي، وللأشراف على العطارين والجراحين ورجال الحمامات والقابلات، ويزود الفقراء بالرعاية الصحية. وكان يقوم أيضا بإعداد تقارير عن المناطق التي يشرف عليها تتضمن تقييما للشروط البيئة والظروف الصحية والظروف الحياتية للأفراد (Rosen George,1946) قدم فينك افكاره في كتاب عن الطب الطبيعي. ثم نشر كتابه في عام 1789، {On Different Practices Used by People With respect To the Sick, the Dying, And the Dead} والذي تحدث فيه عن الممارسات المختلفة المستخدمة من قبل الناس، مع الاحترام للمرضي والمحتضرين وللموتى. والذي استبدل فيه منهجه الوصفي الذي اتبعه في كتابه السابق بدراسة الجغرافيا الطبية للعالم، ونوي ان يلحق به مقالة جغرافية اجتماعية اقتصادية تتضمن أيضا خريطة أعدها بنفسه لكن بسبب التكلفة العالية للطباعة في ذلك الزمن، وبسبب نفور المؤرخين والجغرافيين ورسامي الخرائط من منهجه الجديد: فإن أول خريطة أمراض في العالم لم تنشر. (Barrett A Frank,2000) وكان كتاب {An attempt at a General Medical-Practical Geography، in which the historical section on folk and public medicine is presented} الذي نشر في 1792 أهم أعمال فينك وشمل مجلدين وملحقا واحدا نشر في 1795 بأكثر من الفي صفحة، لم يكن سوى خطاب شامل عن الموضوع الذي يشاع أنه طور خلال منتصف القرن العشرين ولكن كان الأكثر استفاضة من حيث الطول ونطاق تغطيته للجغرافيا الطبية حتى ذك الوقت Frank A. Barrett 1993)) وقد قام فينك في كتابه هذا باتخاذ منهج جغرافي اصيل حيث بدا بتقسيم الأرض بخطوط الطول ثم وصف كل منطقة من حيث التضاريس، المسطحات المائية، والتربة، والغطاء النباتي، وطرق عيش السكان. ثم بعد هذه المقدمة الجغرافية يجمع بين الملاحظات الطبية والجغرافية ويخاطب خصوصا الأطباء العموميين، الذين اعتبرهم جمهوره الرئيسي. Frank A., Barrett 1993)) وصلت البحوث أوجها في 1850 مع منشورات دريك (1854)، فوكس (1853)، وغيرهم وكانت الجغرافيا الطبية تواجه تحديات على نحو متزايد. حيث كان يعتقد أن فهم عوامل وديناميكية البيئات المختلفة قد يؤدي إلى فهم اسباب حدوث الأمراض أو لماذا تحدث؟؟ واستمرت هذه النظرة منذ عهد ابقراط وحتى القرن التاسع عشر حيث جلب صعود نظرية الجراثيم إجابات أخرى. “وقد ادي إيجاد البكتيريا الممرضة واحدة تلو الآخري واكتشاف الميكروبات التي تغزو جسم الإنسان وتسبب التغييرات التي تؤدي إلى المرض أدى إلى ثورات متتابعة من انتشار التعقيم، والتطعيم والمضادات الحيوية وإضافة الكلور الي المياه ومعالجة مياه الصرف الصحي وإضافة 30 سنة لمتوسط الحياة في الدول المتقدمة في ذلك الزمن، بحلول ذلك الوقت قام هيرش (1883-1886) بنشر كتيب سمي "مذهب علم اسباب الأمراض المحدد (Hirsch, A.1883–1886) في الفترة التي تلت الحرب العالمية الثانية ومع تطور المضادات الحيوية في نطاق واسع واختراع المبيدات الحشرية القوية مثل DDT، حلم الناس أن الأمراض المعدية قد تتحول إلى شيء من الماضي، ولكن كان لبعض الباحثين راي اخر كعالم البكتيريا رينيه دوبوس (1901-1982) الذي راي بان ذلك الحلم مجرد وهم. (Inkhorn, M. C., & Brown, P. J. Eds.1997)مجالات الدراسة
يمكن أن توفر جغرافية الصحة فهما مكانيّا لصحة السكان وتوزيع المرض في مساحة ما وتأثير البيئة على الصحة والمرض. كما وتتعامل أيضا مع إمكانية الوصول إلى الرعاية الصحية والتوزيع المكاني لمزودي الرعاية الصحية. تعد هذه الدراسة تخصصا فرعيا من الجغرافيا البشرية، وعلى أي حال فهي تستلزم إدراكا لمجالات أخرى مثل علم الأمراض وعلم المناخ.

### جغرافية توفير الرعاية الصحية
على الرغم من كون الرعاية الصحية منفعة عامة، فهي ليست «خالصة» تماما أو بمعنى آخر، لا تتوفر لجميع الأفراد بالتساوي حيث لجغرافية توفير الرعاية الصحية علاقة كبيرة بالموضوع. يتوزع الطلب على الخدمات العامة عبر المساحة باستمرار تبعا لتوزيع السكان بصفة عامة، غير أن هذه الخدمات تقدم فقط في مناطق متفرقة. وبسبب ذلك لن تتوفر المساواة في الوصول إلى الأفراد من حيث التطبيق العملي لاستغلال الخدمات وأجور النقل والزمن الذي يستغرقه التنقل وهكذا. لا تعتبر العوامل الجغرافية والعوامل الخاصة بالموقع هي (مثال: القرب الفيزيائي، الزمن الذي يستغرقه التنقل) المظاهر الوحيدة التي تؤثر على إمكانية الوصول إلى الرعاية الصحية. هناك أنواع (أو أبعاد) أخرى لإمكانية الوصول إلى الرعاية الصحية بخلاف الأبعاد الجغرافية (أو المكانية) وهي الاجتماعية والاقتصادية والوظيفية. الإمكانية الاجتماعية تعتمد على العرق (مثل تخصيص مستشفيات مستقلة لكل من البيض والسود) والعمر والجنس إضافة إلى الخصائص الاجتماعية الأخرى للأفراد كما أن العلاقة بين الطبيب والمريض هي أمر مهم أيضا. تعتمد الإمكانية الاقتصادية على السعر الخاص بخدمة صحية محددة فيما تعكس الوظيفية مقدار وبنية الخدمة المقدمة وقد يختلف هذا باختلاف دول ومناطق العالم. تتأثر إمكانية الوصول أيضا بعوامل أخرى مثل المواعيد وقوائم الانتظار والتي تلعب دورا مهما في تحديد إمكانية وصول الأفراد أو مجموعات السكان الفرعية إلى الرعاية الصحية-تدعى إمكانية الوصول هذه بـ 'إمكانية الوصول الفعالة'.
يعتمد موقع مرافق الرعاية الصحية بشكل واسع على طبيعة نظام الخدمة الصحية المستخدم كما ويتأثر بشدة بالعوامل التاريخية وذلك بسبب تكاليف الاستثمار الباهظة في مرافق الرعاية الصحية مثل المستشفيات والعمليات الجراحية. يمكن حل موضوع المسافات البسيطة عن طريق العوامل التنظيمية مثل وجود نظام للإحالة يمكن توجيه المرضى بواسطته إلى أجزاء معينة من قطاع المستشفى عن طريق الطبيب العام.ولذا فالوصول إلى الرعاية الأساسية هو عنصر مهم جدا للنفاذ إلى كامل النظام.
في نظام الرعاية الصحية 'المخطط' له جيدا، نتوقع أن يقترب توزيع المرافق إلى حد ما من توزيع الطلب. على النقيض من ذلك، ربما يعكس النظام الموجه للسوق أنماط المواقع التي نراها في قطاعات الأعمال الأخرى مثل موقع بيع التجزئة. ربما نحاول تقدير إمكانية الوصول المحتملة أو إمكانية الوصول الظاهرة، ولكن يجب أن نتنبه إلى أن هناك نمطا راسخا من الانتفاع والذي يتزايد مع الوصول فالأشخاص الذين يمكنهم الوصول إلى الرعاية الصحية بسهولة غالبا ما يستخدمونها أكثر على سبيل المثال.

## مناهج البحث في الجغرافيا الطبية
المنهج الإيكولوجي وتعني بالطرق التي يتفاعل فيها النشاط البشري وسياقه الثقافي والاقتصادي الاجتماعي مع العوامل والأوضاع البيئية، مما ينتج أو يمنع مرضا من الأمراض.	خرائط المرض أو منهج التحليل المكاني: حيث يدرس خصائص المكان المعين، من حيث الربط والنفاذية والوصول والهامشية، لتحديد أثرها في الحالة الصحية للسكان.	التحليلات الارتباطية ويقصد بها ربط العوامل الجغرافية المختلفة (طبيعية – بشرية) بالأمراض محل الدراسة للوصول إلى الأسباب الحقيقية والظروف التي تؤثر في الحالة الصحية للسكان وتساعد في انتشار أو الحد من انتشار مرض من الأمراض.	انتشار المرض يقوم على دراسة التوزيع الجغرافي للأنماط المكانية لظهور الأمراض، عبر دورات زمنية لمعرفة اختلاف التوزيع من مرض لآخر.	جغرافية الغذاء والمواد الغذائية الرئيسية وأنواع الأمراض الغذائية المنتشرة في مكان ما وتوزيعها الجغرافي وحجم السعرات الحرارية والبروتين المستهلك، والفيتامينات، والمغذيات المعدنية الأساسية كلها مؤثر أساسي في صحة الأفراد والمجتمعات.	جغرافية الرعاية الصحية: -تتعدد مكونات الخدمات الطبية تبعا لدرجة تطور القطاع الصحي في المجتمع، وتبعا لدرجة التطور الاقتصادي والاجتماعي ذاته. وهي ترتبط عموما بتاريخ الدولة ونظامها الاقتصادي والإداري ودور كل من القطاعين العام والخاص، كما تعكس في توزيعها رؤية الدولة ومستواها الحضاري، وتدرس من خلال بعدين، الأول يتعلق بالإمكانات المادية المتعلقة بالمنشئات الصحية، والثاني من خلال قوة العمل في المجال الصحي.	الطب الشعبي والازدواجية الطبية: ويعرف الطب الشعبي بأنه كل طريقة علاجية لا تستخدم فيها العقاقير والأدوية الكيماوية في علاج الأمراض، وهو موضع للنقاش بين انصاره ومن يعتقدون في فاعليته والمشككين فيه، ويكثر الاعتماد على الطب الشعبي في المناطق الفقيرة وحيث تتدني الخدمات الطبية. يشكل التحليل المكاني جزءا مهما لتخطيط انتشار الأمراض المختلفة التي تنتشر في المجتمعات، فدراسة أنماط الانتشار والتوزيع ومعرفة أماكن التركز تساهم في معالجة وتقليل أثر هذه الأمراض في السكان.

## مفهوم الإيكولوجي
صاغ الكلمة العالم الألماني إرنست هكل كانت في الأصل اوكولجي وعرفها بالعلاقة بين الكائن الحي وبيئته الطبيعية والمادية، ايكولوجيEcology تتألف من مقطعين اوكيوس: منزل، لوقوس: علم من الكلمة اليونانية اوكيوس بمعني منزل بحيث تتعامل مع الكائن الحي وبيئته . يتضمن مفهوم البيئة العلاقة بين الكائنات الحية الأخرى والبيئة الطبيعية، وتشمل العلاقة بين افراد النوع الواحد أو العلاقة مع الانواع الأخرى وتفاعلاتها كل هذه تشكل النظام الإيكولوجي، يتكون أي نظام بيئي من عدة مستويات أو انظمة تتفاعل فيما بينها لتنتج نظاما واحدا بما فيها الكائنات الحية، لها عدة تعريفات أخرى نظرا لسعة مجالها لكن تدور كلها في فلك التعريف الأكثر استخداما: -هي دراسة علاقة الكائنات الحية ببيئتها الطبيعية وببعضها البعض. (Britannica, 2013)

## أيكولوجيا الأمراض البشرية ومفهومها
قبل الحديث عن ايكولوجية الأمراض، يعد من المنطقي أن نعرف الصحة ومفهومها كمدخل لفهم أفضل لنقيضها، عرف اودى.جى.ار. (Audy.J.R.1971) الصحة بانها خاصية مستمرة تعرف بقدرة الشخص علي النجاة، والتدرج من مجموعة كبيرة ومتسعة من المحفزات التي تتدرج من الكيميائية والفيزيائية الي المعدية والنفسية وحتي الاجتماعية هذه المحفزات قد تتنوع بين سلبية وإيجابية والتي لابد للفرد من الاستجابة لها. فكرة أن الصحة هي «خاصية مستمرة» وليست صفة حاضرة أو غائبة تنطوي على فهم أن الصحة موجودة دائما في عدة مستويات، الغياب الوحيد للصحة هو الموت وله عدة صور، فالاحتضار هو الحافة، أما في حالة الفرد الصحيح فيمكن أن نقول إن الصحة متوافرة بكثرة. المنهج في شكل مثلث تمثل رؤوسه الجوانب الثلاثة المحيطة والتي يحدد تفاعلها الصحة البشرية وهي: السكان ويتفرع منه: الجينات العمر النوع التصرف أو السلوك ويتفرع منه: المعتقدات التكنولوجيا التنظيم الاجتماعي المسكن أو الموطن ويتفرع منه: البيئة الطبيعية البيئة المشيدة (المنازل والمدن) البيئة الاجتماعية الشكل رقم (1) يوضح تركيب المنهج: شكل (1:2) مثلث الإيكولوجيا البشرية (Mead,2010) يعد المثلث الأيكولوجي أنسب تمثيل لشمولية المنهج الأيكولوجي في دراسة الأوضاع الصحية لكثرة المؤثرات في الوضع الصحي وتعدد جوانبه وينقسم للآتي:
1. الموطن: هو ذلك الجزء من البيئة الذي يعيش فيه الناس ويتفاعلون معه مباشرة ويشمل المنازل أو أماكن العمل وأنماط الأحياء والمدن والبيئة الطبيعية حولها وانظمة النقل والرعاية الصحية وأيضا المدارس والحكومات كل ما سبق يدخل ضمن الموطن.
2. طبيعة السكان: أي خصائصهم ووضعهم، اقتصاديا كان أم اجتماعيا أو حتى تعليميا، تؤثر أعظم التأثير في تحديد الآثار المترتبة عن أي محفز. وتتفاوت هذه المحفزات من بكتيرية إلى مخدرات.......إلخ، حتى الضوء والصوت.
3. التصرف أو السلوك: الإنسان بطبعه كائن ثقافي وتشكل الثقافة منظما لسلوكه، وتقدم صورة عن التنظيم الاجتماعي وتنظيم علاقات القوة والمستويات داخل المجتمعات مما ينعكس في الموارد واستهلاكها وتوزيعها داخل أي مجتمع.

## جغرافيّو الصحة
تتضمن قائمة جغرافيي الصحة البارزين الأشخاص التالية أسماؤهم:
- جوناثان ماير[1]
- ميلندا ميد
- إلين كروملي
- أنتوني س. غاترل
- جيم دن
- روبين كيرنز[2]
- سارة ماكلافيرتي
- غراهام مون[3]
- جيرارد رشتون
- و. ف. (ريك) سكينر[4]

انظر أيضا، نبذات مختصرة عن جغرافيي شمال أميركا ونبذات عن جغرافيي الصحة الدولية على رابطة الجغرافيين الأمريكيين، الموقع لالكتروني للمجموعة المتخصصة لجغرافيي الطب والصحة على الرابط التالي: http://userpages.umbc.edu/~earickso/Index.html. يتوافر ما يربو على 200 نبذة عن الجغرافيين اعتبارا من يناير 2009.